# サセックスのエール
エール（古英語: Ælle、AelleまたはElla）は、サセックス王国最初の王として記録され、現在のサセックスを477年からおそらく514年に至るまで統治したとされる人物である。
『アングロ・サクソン年代記』によれば、エールと彼の3人の息子はCymensoraと呼ばれる場所に上陸し、土着のブリトン人と戦ったとされる。年代記は彼が491年に現在のペベンジーで勝利を収め、敵を皆殺しにしたことを伝えている。一方でこれらの記録は彼がいたとされる数世紀のちに編纂されたものであり、彼の業績は歴史的事実というよりもサセックスの建国神話としての側面が強い。
8世紀の歴史家ベーダは、エールが他のアングロサクソン王国に対して命令権あるいは上帝権を保持した最初の王として記録している。9世紀後半の『アングロサクソン年代記』の中では、エールを最初のブレトワルダまたは「ブリテンの支配者」として記録しているが、彼が5世紀の時点でブレトワルダという称号を有していたかどうかは疑わしい。

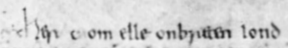
Ælle's（エール）の名前は890年に書かれた『アングロ・サクソン年代記』に見える

## 年代記の記録

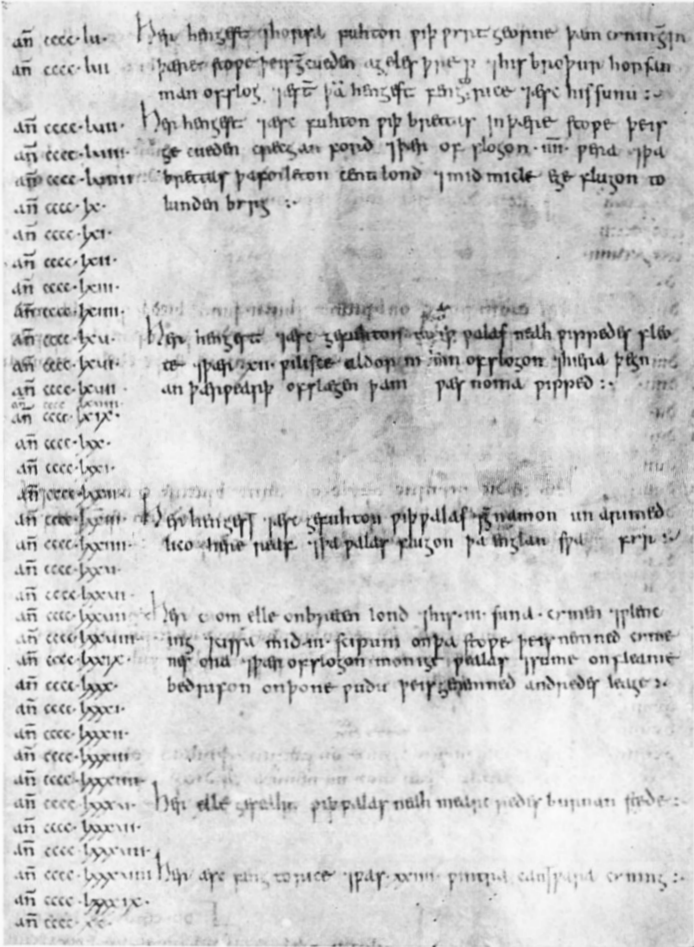
Anglo-Saxon Chronicleの[A]原稿のページ。「Elle」と綴られた名前が見える。

初期の時代にはエールという人物に言及している記録が二つある。最も古いものは731年にノーサンブリアの修道士であるベーダによって書かれた『イングランド教会史』である。ベーダは、エールが「ハンバー川の南のすべての州」で「imperium」と呼ばれる権利を行使した最初のアングロサクソンの王であると記録している。「imperium」は通常「overloadship」と同義であるとされ、日本語では「命令権」あるいは「上帝権」として訳すことができる。ベーダはまたエーレののちの時代の君主を「天国に入る最初の王」と言及しており、これはエールがキリスト教徒ではなかったことを示している。
二つ目の記録は『アングロサクソン年代記』である。この年代記は890年、アルフレッド大王の治世下のウェセックス王国で収集された年代記の集積であり、以下の通りエールについて477年から491年までの3つの記録がある。
年代記はエールが生きたとされる時代から400年後に編まれ、この年代記の編者はこれより以前の時代の年代記やサガをはじめとする口伝情報を情報源としたと考えられるが、これより以前の記録を辿ることは事実上不可能である。また、「ウェールズ」は「外国人」を意味するサクソン語であり、ここで「ブリティッシュ」と「ウェールズ」という用語は同じ意味で使用されていた。
上記のうち三つの地名はその場所を推測することができる： 
1. 「Cymen's shore」（原文では「Cymenes ora」）は、現在のイギリス南海岸のセルジー・ビル付近にある、オウァーと呼ばれる浅瀬と推測されている[10][11]。オウァー（Ower）は、イングランド南部の方言であるoraという単語に由来するとされ、[12] サウサンプトンからボグナーまでの海岸沿いの低地はoraと呼ばれていた。
2. 「アンドレデス・リーグ」と呼ばれる森はウィールドと呼ばれる、当時はハンプシャー北西部からサセックス北部まで広がっていた森林のことである。
3. 「アンドレデス・セスター」はサクソン・ショア砦で、後半3世紀にローマへの反乱を起こしたカラウシウスによりペヴェンシー城に建てられた砦のことであるとされる[13][14]。

年代記はその後の時代の項で8人の「ブレトワルダ」または「ブリテンの支配者」のうちで初代の人物としてエールに触れている。この8人は、ベーダが記録した7人にウェセックス王エグバートを付け加えたものである。この「ブレトワルダ」というある種の称号にどのような実態があったのかについては定説がなく、したがってエールの支配がどの程度まで及んだのかについては不明である。また、ベーダがエールの次のブレトワルダとして記録しているウェセックスのチェウリンとエールの時代の間に長い時間的ギャップがあることから、この期間にアングロサクソンの支配が何らかの形で中断された可能性がある。        

## 治世

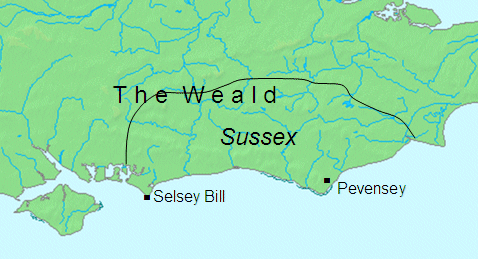
Elleが訪れたとされる場所と、現代のサセックスの地域

『アングロサクソン年代記』に記された時代がある程度正確であった場合、エールの治世はアングロサクソンがイングランドで勢力を拡大してゆく時期の最中に当たる。それと同時に、エールによる征服戦争がベイドン山の戦い以前のものであることになり、エールと次のブレトワルダの時代までの空白の時間の理由が、ベイドン山の戦いで一時アングロサクソンの勢力拡大が後退したことであるという説明が可能になる。アングロサクソンの勢力拡大がこの時代に後退したという仮説は、歴史家プロコピオスによる、6世紀に発生したイングランドからフランク王国への民族移動に関するの記述からも裏付けることができる。プロコピオスは当時ある民族によって現在のフランスのブリュターニュ地方が植民地化されたことを記録している。入植者のうち少なくとも一部はにドゥムノニア （現在のコーンウォール ）から来たされ、DumnonéeおよびCornouailleという地域を獲得したことが記録にある。これは、当時何らかの要因が大陸からイングランドへ向かうアングロサクソンの領土拡張を妨げていた間接的な証拠である。
したがって、エールの存在と彼の領土拡張の神話は、他の歴史的事実と照らし合わせても整合性が取れたものであり、エールという歴史的な王が存在した可能性は依然として残されている。エールはブリテン島で勢力を拡大していたアングロサクソン人の軍事指導者であり、それをのちの時代の歴史家がブレトワルダとして記録した可能性はある。彼の軍事支配地域はハンプシャーからテムズ渓谷まで広がっていた可能性はあるが、それは確かにベーダが主張するようにハンバーの南のイングランド全域まで及んではいないことは確実である。
歴史家のガイ・ハルソールは、エールがブレトワルダとして6世紀後半のチェウリンの前に置かれていることから、エールの時代が6世紀半であると主張する。彼は年代記がエールを5世紀の人物として記録しているのは、サセックスの建国神話をケント、ウェセックスの建国の中間の時期に置こうとする編纂者の意図によるものとしている。

## 死と埋葬
エールの死や彼の息子についての記録はない。
エールが5世紀のアングロサクソン人の軍事指導者であったと仮定した場合、彼はベイドン山の戦いで最後を迎えたのかもしれない。エールが自分の王国の境界内で死亡した場合、彼の武器と装飾品とともにサセックスの王の墓地であるハイダウンヒルに埋葬されただろう。